# La Garota d'Empordà
La Garota d'Empordà és un grup d'havaneres fundat el 1990 per Xavier Falgarona Cortada, acordionista exmembre de Els Pescadors de l'Escala (1977 - 1983) i Oreig de Mar (1985 - 1989). Els altres dos membres del grup són Josep Garcia (tenor), Oscar Tanús (guitarra i Veu). Canten cançons tradicionals i oblidades, sardanes, havaneres i balls mariners.
Obra
- La Garota (1992)[3]
- A Navegar (1995)[4]
- Havaneres i Ball Mariner (2000)
- Vents a favor, 2014.[1]